# Hans Vorländer

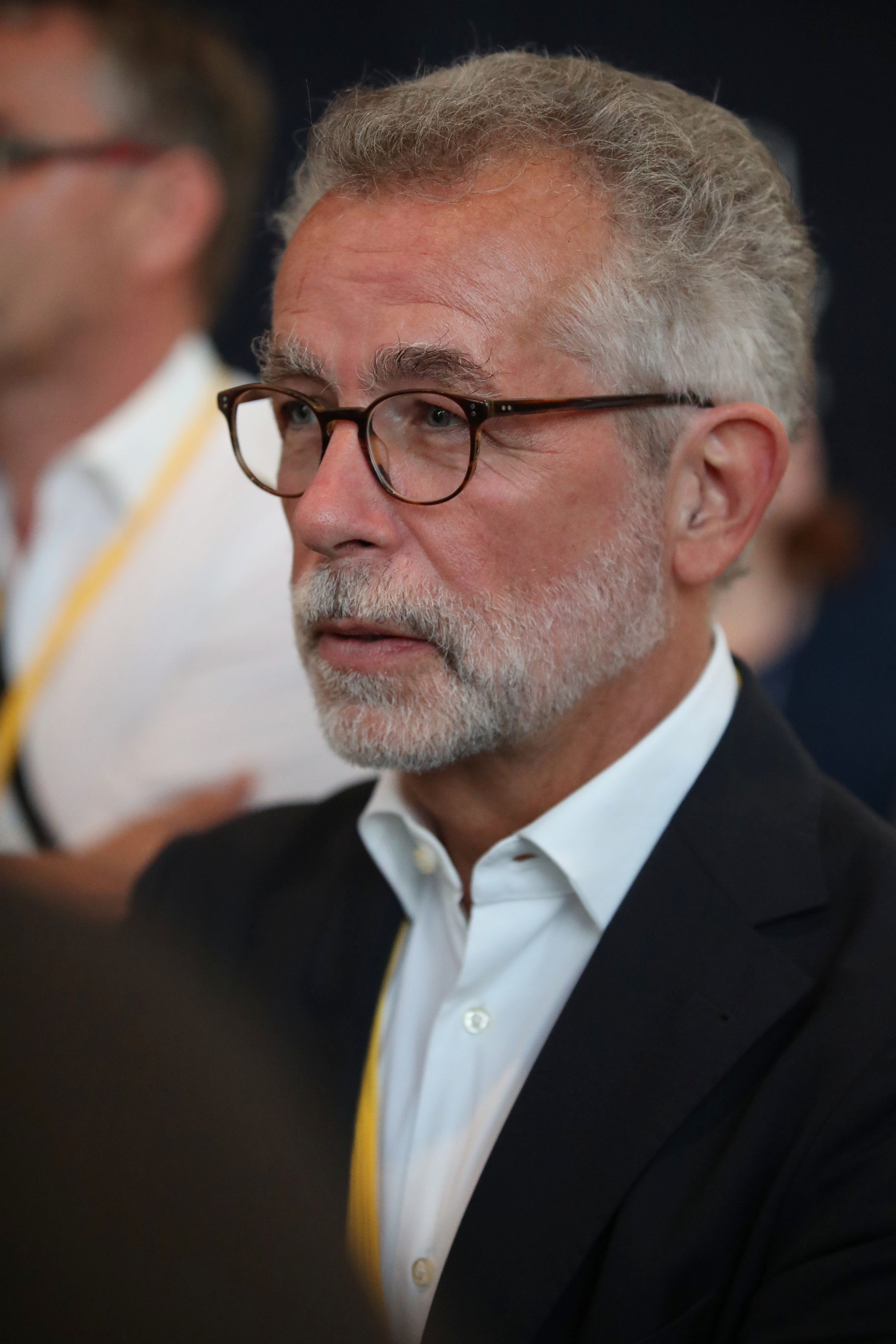
Hans Vorländer (2019)

Hans Vorländer (* 24. September 1954 in Wuppertal) ist ein deutscher Politikwissenschaftler.

## Leben
Vorländer studierte Politikwissenschaft und Rechtswissenschaften (Doppelstudium) sowie Philosophie und Germanistik an der Rheinischen Friedrich-Wilhelms-Universität Bonn und der Universität Genf. Im Jahr 1980 wurde er an der Universität Bonn unter der Betreuung Karl Dietrich Brachers promoviert. Zwischen 1981 und 1984 arbeitete Vorländer als Dozent an der Theodor-Heuss-Akademie der Friedrich-Naumann-Stiftung in Gummersbach. Im Anschluss war er 1984/85 und 1986/87 als John F. Kennedy Memorial Fellow and Research Associate an der Harvard University in Cambridge (USA).
Im Zeitraum zwischen 1987 und 1993 lehrte Vorländer als Vertretungsprofessor an der Universität Frankfurt am Main und der Universität-Gesamthochschule Essen. Dort erfolgte 1991 seine Habilitation mit einer Schrift zum politischen Denken und zur politischen Kultur in den USA von 1776 bis 1920. Im Jahr 1993 folgte Vorländer einem Ruf der Technischen Universität Dresden auf den „Lehrstuhl für Politische Theorie und Ideengeschichte“, den er seitdem innehatte. Von 1997 bis 2008 war er Leiter des Projektes „Verfassung als institutionelle Ordnung des Politischen“ des „Sonderforschungsbereiches 537 Institutionalität und Geschichtlichkeit“. Von 2009 bis 2014 war er Sprecher des von ihm initiierten Sonderforschungsbereichs 804 Transzendenz und Gemeinsinn, dessen stellvertretender Gründer er auch seit 2010 war. An der TU Dresden ist er zudem seit 2007 Direktor des von ihm gegründeten „Zentrums für Verfassungs- und Demokratieforschung (ZVD)“.
Im August 2013 wurde Vorländer vom Senat und Hochschulrat der Universität Erfurt zum neuen Präsidenten gewählt. Nach längeren Verhandlungen entschied sich Vorländer jedoch im Dezember 2013, ein Bleibeangebot der TU Dresden anzunehmen. Bereits 2006 hatte Vorländer einen Ruf an die Universität Luzern abgelehnt.
Von Oktober 2015 bis 2017 war Hans Vorländer geschäftsführender Direktor des Instituts für Politikwissenschaft an der TU Dresden. Dieses Amt hatte er bereits von 1994 bis 1995 und von 2002 bis 2003 inne.
Von 1985 bis 1990 war Vorländer Mitglied des Beirats der Friedrich-Naumann-Stiftung. Er ist Vertrauensdozent der Friedrich-Naumann-Stiftung für die Freiheit an der Technischen Universität Dresden. Er war zeitweilig Mitglied im Kuratorium der Wolf-Erich-Kellner-Gedächtnisstiftung. Zwischen 2001 und 2005 war Vorländer Vorsitzender des wissenschaftlichen Beirats der Bundeszentrale für politische Bildung und von 2003 bis 2005 Vorsitzender der Deutschen Gesellschaft für Politikwissenschaft. Seit 2010 ist er Mitherausgeber der Zeitschrift für Politikwissenschaft. Seit 2017 ist Vorländer Direktor des Mercator Forum Migration und Demokratie (MIDEM).
Seit 2018 ist er Mitglied und seit 2023 Vorsitzender des Sachverständigenrats für Integration und Migration. Vorländer gehörte in den Jahren 2019 und 2020 der Fachkommission der Bundesregierung zu den Rahmenbedingungen der Integrationsfähigkeit an.
Im Oktober 2021 übernahm Nikita Dhawan die Nachfolge von Vorländer auf der Professur für Politische Theorie und Ideengeschichte am Institut für Politikwissenschaft der TU Dresden. Vorländer ist seitdem als Seniorprofessor tätig.
Gastprofessuren führten Vorländer nach Paris, Dubrovnik, Mexiko-Stadt, Bologna und Turin.

## Werke (Auswahl)
Monographien
- Verfassung und Konsens. Der Streit um die Verfassung in der Grundlagen- und Grundgesetz-Diskussion der Bundesrepublik Deutschland. Untersuchungen zu Konsensfunktion und Konsenschance der Verfassung der pluralistischen und sozialstaatlichen Demokratie. Duncker & Humblot, Berlin 1981, ISBN 3-428-04982-9.
- Hegemonialer Liberalismus. Politisches Denken und Politische Kultur in den USA 1776–1920. Campus, Frankfurt a. M./New York 1997, ISBN 3-593-35634-1.
- Die Verfassung. Idee und Geschichte. C. H. Beck, München 1999, ISBN 3-406-43316-2.
- Demokratie. Geschichte, Formen, Theorien. C. H. Beck, München 2003, ISBN 3-406-48011-X; 3., überarb. Auflage 2019, ISBN 978-3-406-73816-6.
- (mit Maik Herold, Steven Schäller): PEGIDA. Entwicklung, Zusammensetzung und Deutung einer Empörungsbewegung. Springer VS, Wiesbaden 2016, ISBN 3-658-10981-5.
- Demokratie (= Informationen zur politischen Bildung, Nr. 332). Bonn 2017.

Herausgeberschaften
- Verfall oder Renaissance des Liberalismus? Beiträge zum deutschen und internationalen Liberalismus. Olzog, München 1987, ISBN 3-7892-7294-9.
- Integration durch Verfassung. Westdeutscher Verlag, Wiesbaden 2002, ISBN 3-531-13741-7.
- Zur Ästhetik der Demokratie. Formen der politischen Selbstdarstellung. Deutsche Verlagsanstalt, Stuttgart 2003, ISBN 3-421-05794-X.
- Gewalt und die Suche nach weltpolitischer Ordnung. Nomos, Baden-Baden 2004, ISBN 3-8329-0903-6.
- Politische Reform in der Demokratie. Nomos, Baden-Baden 2005, ISBN 3-8329-1277-0.
- Die Deutungsmacht der Verfassungsgerichtsbarkeit. VS Verlag für Sozialwissenschaften, Wiesbaden 2006, ISBN 3-531-14959-8.
- Revolution und demokratische Neugründung. Sächsische Landeszentrale für politische Bildung, Dresden 2011, ISBN 978-3-86780-223-9.
- Transzendenz und die Konstitution von Ordnungen. De Gruyter, Berlin 2013, ISBN 978-3-11-030075-8.
- Demokratie und Transzendenz. Die Begründung politischer Ordnungen. Transcript, Bielefeld 2013, ISBN 978-3-8376-2278-2 (Digitalisat).
- mit Immacolata Amodeo, Christiane Liermann Traniello, Fulvio Longato: Migration, Demokratie, Menschenrechte. Steiner, Stuttgart 2016, ISBN 978-3-515-10363-3.